# Iljusjin Il-102
Iljusjin Il-102 var en tosædet jagerbomber udviklet i Sovjetunionen. Konceptuelt beskrives Il-102 gerne som det sidste i en række jagerbombere udviklet af Iljusjin i en linje som kan trækkes tilbage til den anden verdenskrigs Iljusjin Il-2. Il-102 blev i 80'erne forsøgt udviklet som et alternativ til Sukhoj Su-25, flytypen der allerede én gang var blevet valgt foran frem for forgængeren Il-102, men lykkedes ikke. I 1993 fik Il-102 tilsyneladende en sidste chance, da Ruslands daværende vicepræsident Aleksandr Vladimirovitj Rutskoj gav sin støtte til videre udvikling, men med hans arrestation efter kupforsøget i oktober 1993 blev også dette kapitel lukket.

## Baggrund og udvikling
Il-102 har sin baggrund i den projekterede Il-42 som ved slutningen af 60'erne blev præsenteret som et alternativ til blandt andet Sukhoj Su-25 i konkurrencen om en ny jagerbomber til Sovjetunionens luftvåben. Il-42 var i høj grad baseret på den tidligere Iljusjin Il-40, der blev aflyst i 1956, men skulle udstyres med nye motorer, moderne avionics og våbensystemer. I 1969 blev Sukhoj Su-25 valgt til videre udvikling, og Il-42 kom aldrig længere end til tegnebrættet.
Iljusjin fortsatte imidlertid at arbejde på projektet på eget initiativ, og i 1980 begyndte man at bygge en prototype til hvad der havde fået betegnelsen Il-102. Og til trods for politiske forhindringer, på et tidspunkt havde man til og med fået ordre om at ødelægge prototypen, gennemførte Il-102 sin første flyvning 25. september 1982.
Il-102 gik igennem et evalueringsprogram uden større problemer og viste sig at fungere efter forventningerne. Den havde nogle fordele i forhold til Su-25, blandt andet kunne den tage en meget større våbenlast, men var i de fleste andre henseende sammenlignelig eller Su-25 underlegen. Man kom også frem til at et mandskab på to var unødvendigt, og 29. december 1987 fløj Il-102 for sidste gang.

## Beskrivelse
Il-102 var et lavvinget monoplan med to motorer og et mandskab på to. Til forskel fra tidligere sovjetiske jagerbombere, indbefattet Sukhoj Su-25, var flyet ikke bygget op omkring et pansret "badekar", men havde i stedet panseret placeret systematisk til beskyttelse af besætning, motorer og andre vitale dele. Vingerne var pilvingede og havde en tyk profil der gav plads til tre bomberum i den indre sektion af hver vinge. Il-102 var udstyret med et navigations- og våbensystem som gjorde at flyet kunne flyve operative togter også om natten og under dårlige vejrforhold.
Il-102 var udstyret med to Klimov RD-33I turbofanmotorer, der var almindelige Klimov RD-33 motorer uden efterbrænder. Motorerne til Il-102 var derimod udstyret med drejbare jetdyser der kunne vendes nedad både under start og under flyvning.

### Skyts
Il-102 var udstyret med en GSj-30 2×30 mm kanon placeret i en position under bugen der kunne bevæges indtil 15° nedad. I halen var det placeret en GSj-23 2×23 mm kanon der blev fjernstyret af skytten fra det agterste cockpit.
Flyet var udstyret med i alt 14 fæstepunkter til våbenlast, 6 interne i bomberummet, tre inde i hver vinge, og 8 eksterne, tre under hver vinge og to under bugen. I alt kunne Il-102 bære en våbenlast på 7.200 kg, hvoraf 2.300 kg blev båret internt. Våben som kunne benyttes, inkluderer bomber på op til 500 kg hver, ustyrede raketter, luft til jord-missiler og luft til luft-missiler.

## Billedgalleri
- Pilotens cockpit
- Il-102 havde tre fæstepunkter under hver vinge for ekstern våbenlast
- Bomberummene i vingerne. Il-102 havde i alt seks bomberum, tre i hver vinge
- Il-102 var udstyret med en dobbeltløbet GSj-23 kanon i halen, fjernstyret fra det agterste cockpit